# Eatontown
Eatontown és una població dels Estats Units a l'estat de Nova Jersey. Segons el cens del 2007 tenia 14.109 habitants.

## Demografia
Segons el cens del 2000, Eatontown tenia 14.008 habitants, 5.780 habitatges, i 3.444 famílies. La densitat de població era de 913,6 habitants/km².
Dels 5.780 habitatges en un 28,7% hi vivien nens de menys de 18 anys, en un 46,8% hi vivien parelles casades, en un 9,9% dones solteres, i en un 40,4% no eren unitats familiars. En el 33,8% dels habitatges hi vivien persones soles el 10% de les quals corresponia a persones de 65 anys o més que vivien soles. El nombre mitjà de persones vivint en cada habitatge era de 2,35 i el nombre mitjà de persones que vivien en cada família era de 3,08.
Per edats la població es repartia de la següent manera: un 22,9% tenia menys de 18 anys, un 7% entre 18 i 24, un 35% entre 25 i 44, un 21,7% de 45 a 60 i un 13,3% 65 anys o més.
L'edat mediana era de 37 anys. Per cada 100 dones de 18 o més anys hi havia 91,2 homes.
La renda mediana per habitatge era de 53.833 $ i la renda mediana per família de 69.397 $. Els homes tenien una renda mediana de 49.508 $ mentre que les dones 35.109 $. La renda per capita de la població era de 26.965 $. Aproximadament el 3,5% de les famílies i el 5,7% de la població estaven per davall del llindar de pobresa.

## Poblacions més properes
El següent diagrama mostra les poblacions més properes.